# ديف ديفيس (لاعب كرة قدم أمريكية)
ديف ديفيس (بالإنجليزية: Dave Davis)‏ هو لاعب كرة قدم أمريكية أمريكي، ولد في 5 يوليو 1948 في ألكوا في الولايات المتحدة.

## وصلات خارجية
- ديف ديفيس على موقع مرجع كرة القدم المحترفة.كوم (الإنجليزية)